# Belʹkovich (månekrater)
Belʹkovich er et stort nedslagskrater på Månen af den type, som benævnes "bjergomgivet slette" eller bassin. Det ligger på Månens forside, nær den nordlige rand, så dets synlighed er afhængig af libration7. Fra Jorden ses krateret fra siden, hvilket gør det vanskeligt af se dets detaljer. Det er opkaldt efter den sovjetiske astronom Igor Belkovitj (1904 – 1949).
Navnet blev officielt tildelt af den Internationale Astronomiske Union (IAU) i 1964. 
Observation af krateret rapporteredes første gang i 1963 af Ewen Whitaker.

## Omgivelser
Belʹkovich trænger ind i den nordøstlige del af Mare Humboldtianum, og mareområdet uden for dets rand består af en bakket, irregulær overflade, som dækker meget af månehavets nordlige halvdel. Det yngre Haynkrater rækker ind i den nordvestlige rand af Belʹkovich, og satellitkrateret "Belʹkovich K" ligger over den nordøstlige rand. Mod syd skærer det lavaoversvømmede krater "Belʹkovich A" gennem den sydlige rand, og den vestlige rand har også et overliggende krater, det lille skålformede "Belʹkovich B". 

## Karakteristika
Formationen er stærkt eroderet og nedslidt efter mange senere nedslag, hvilket har efterladt den omformet og med blødgjorte og afrundede landskabstræk.
Bortset fra de kratere, som trænger ind i det, består den ydre rand kun af en nogenlunde cirkulær række bjerge og bakker. Kraterbunden og randens nordlige og nordøstlige dele er en irregulær overflade med mange småhøje. Den sydøstlige indre kvadrant er næsten lige så irregulær og rummer et antal småkratere. Kun i den vestlige del af bunden er overfladen nogenlunde flad. Herfra løber en tynd rille mod øst-sydøst, før den drejer mod sydøst.

## Satellitkratere
De kratere, som kaldes satellitter, er små kratere beliggende i eller nær hovedkrateret. Deres dannelse er sædvanligvis sket uafhængigt af dette, men de får samme navn som hovedkrateret med tilføjelse af et stort bogstav. På kort over Månen er det en konvention at identificere dem ved at placere dette bogstav på den side af satellitkraterets midte, som ligger nærmest hovedkrateret. Belʹkovichkrateret har følgende satellitkratere:
| Belʹkovich | Længde  | Bredde  | Diameter |
| ---------- | ------- | ------- | -------- |
| A          | 58.7° N | 86.0° E | 58 km    |
| B          | 58.9° N | 85.0° E | 13 km    |
| K          | 63.8° N | 93.6° E | 47 km    |

## Måneatlas
- Billeder af Belʹkovichkrateret i LPI-måneatlasset